# Ursula Sillge
Ursula Sillge, née le 7 janvier 1946 à Untermaßfeld, est une sociologue et militante lesbienne pour les droits des femmes. Initiatrice de la première rencontre lesbienne à l'échelle de la RDA, elle est aussi à l'origine de l'association Sonntags-Club de Berlin-Est, et de Lila Archiv, un fond d'archives lesbiennes et féministes.

## Biographie

### Années 1970
Ursula Sillge grandit en Thuringe, avant de s'installer à Berlin-Est dans les années 1960. Là, elle participe aux activités de l'association Homosexuelle Interessengemeinschaft Berlin (HIB), une des figure de proue du mouvement gay et lesbien de la RDA dans les années 1970. À la suite d'échecs à faire reconnaitre l'association par l'Etat est-allemand, les lesbiennes se retirent du HIB et créent leur propre groupe de femmes autour d'Ursula. 
Par le biais de radio lesbienne « Buschfunk », elles organisent en 1978 la première rencontre de lesbiennes à l'échelle de la RDA au manoir de la collectionneuse Charlotte von Mahlsdorf. Cette rencontre est alors un acte de résistance important contre les normes sociales restrictives du régime, et permet de thématiser publiquement les préoccupations des femmes lesbiennes.

### Années 1980
En 1986, après des années d'activités émancipatrices isolées au sein d'associations lâches et changeantes, Ursula Sillge parvient à développer un évènement communautaire nommé « Sonntags im Club », situé dans le local du Mittzwanziger-Club de la Veteranenstraße, à Berlin-Mitte. Après la fermeture du club, le groupe continue à se rencontrer en privé, dans des restaurants et des maisons de la jeunesse. Comme ces réunions ne sont le plus souvent possible que le dimanche, le nom de Sonntags-Club s'impose à partir de 1987. Sous ce nom dénué de toute allusion à l'homosexualité, il est alors possible d'obtenir des locaux sans éveiller les soupçons des autorités. Malgré tout, plus d'une douzaine d'informateurs de la Stasi font des rapports sur Ursula Sillge et cherchent à saper son travail militant.
Du groupe de lesbienne issu de la HIB émerge également à partir de 1985 l'organisation de la discothèque Die Busche, dans la Buschallee, à Weißensee. Le lieu devient alors une institution et le lieu de rencontre le plus connu de la République pour les gays et les lesbiennes, avec un grand effet d'attraction sur les environs.
Dans le cadre de ses fonctions de direction, Sillge fait pression sur différents services de l'État pour obtenir l'autorisation d'organiser des évènements, un meilleur approvisionnement en préservatifs et en lubrifiants ainsi qu'une possibilité légale pour les gays et les lesbiennes de s'organiser. Ce n'est qu'après la Chute du mur que l'association reçoit ses statuts légaux le 9 juillet 1990, et la possibilité de louer ses propres locaux.

### Après 1990
Au début des années 1990, elle obtient un doctorat en histoire culturelle à l'Université des sciences appliquées de Berlin sur la situation des lesbiennes en RDA. Elle fonde également en 1991 le projet Lila Archiv, un fond d'archives dédié aux mémoires lesbiennes et féministes, et en assure la direction.

### Liens externe
- Notice dans un dictionnaire ou une encyclopédie généraliste :   - Deutsche Biographie
- Notices d'autorité :   - VIAF
  - ISNI
  - LCCN
  - GND
  - CiNii
  - Tchéquie
- Projet Lila Archiv